# ربه‌کا (رمان)
ربکا رمانی اثر دافنه دوموریه (۱۹۰۷–۱۹۸۹)، بانوی نویسنده انگلیسی است، که در ۱۹۳۸ منتشر شد. بسیاری این اثر را که از جین ایر تأثیر گرفته‌است، بهترین اثر نویسنده می‌دانند.

## ماجرای داستان
کتاب با این جمله شروع می‌شود که یکی از آغازهای مشهور تاریخ ادبیات است: «دیشب در عالم رؤیا دیدم که بار دیگر در ماندرلی پا گذاشتم» و توسط زن جوانی روایت می‌شود که تا پایان داستان نام او را نمی‌فهمیم و صرفاً به نام خانم دووینتر شناخته می‌شود. داستان در باب زن جوان خدمتکاری است که با مردی ثروتمند آشنا می‌شود و مرد جوان به او پیشنهاد ازدواج می‌دهد. دختر جوان پس از مدتی زندگی، پی می‌برد مرد جوان همسر زیبای خود را در یک حادثه از دست داده و سیر داستان پرده از این راز برمی‌دارد که زن جذاب و متوفی مرد جوان، زنی فاسد و هوس باز بوده و شبی که او منتظر معشوق اش بوده، ناگهان با شوهرش روبرو می‌شود و پس از دادن خبر دروغین بارداری اش به دست او کشته می‌شود و شوهرش آقای ماکسیمیلیان دووینتر جسدش را به همراه قایق شخصی اش در دریا غرق می‌کند. پس از یک سال با پیدا شدن جسد ربه کا ماکسیم دووینتر پای میز محاکمه کشیده می‌شود. به آتش کشیده شدن قصر مرد ثروتمند و افشای راز همسر جذاب و زیبایش نشانی از حقایق و نیمه پنهان وجود آدمها است که با ظاهری آراسته و با شکوه پوشانده شده‌است. در حالی که در داخل این ظاهر براق و خیره کننده، آدمها در حال زجر کشیدن و زجر دادن یکدیگر هستند و هیچ‌یک از این حقایق به چشم افراد ساده دل و ظاهر بین که از خارج این زندگی به آن نگاه می‌کنند، نمی‌آید.

## شخصیت‌های اصلی[۱]
راوی:: همسر دوم ماکسیم دووینتر، که راوی داستان می‌باشد، ولی نام او در داستان گفته نشده‌است.
ماکسیم دووینتر: مالک ماندرلی؛ در آغاز رمان او همسر زیبای خود را تازه از دست داده‌است.
ربه کا: همسر سابق ماکسیم دووینتر، او زنی زیبا و باهوش توصیف شده و در طول رمان سرنوشت او رازآلود بیان شده‌است.
خانم دنورس: مستخدم ارشد ماندلی که شخصیت او شوم بیان شده‌است که در طول رمان وابستگی زیادی به ربکا دارد.

## اقتباس‌ها
مشهورترین اقتباس این اثر فیلم سینمایی ربه‌کا با شرکت لارنس اولیویر است که آلفرد هیچکاک آن را به سال ۱۹۴۰ میلادی ساخت و برندهٔ جایزه اسکار هم شد.

## ترجمه‌ها
این کتاب به بسیاری از زبان‌های دنیا ترجمه شده‌است. 
حسن شهباز، نازگل نیکویی و مریم اسکندری و محمدصادق سبط الشیخ و پرویز شیشه گران از جمله ترجمه های آن در ایران هستند.